# Srečko Žibert
Srečko Žibert, slovenski vojak, * 1960, Kranj.
Žibert je veteran vojne za Slovenijo, nosilec spominskega znaka Slovenske vojske Obranili domovino 1991. V sestavi 35. območnega štaba Teritorialne obrambe Republike Slovenije v Škofji Loki je poveljeval protiterorističnemu vodu pri obrambi letališča Brnik med osamosvojitveno vojno, čin stotnik. Je član Zveze slovenskih častnikov.